# Gerhard Kramer (Politiker, 1906)
Gerhard Kramer (* 22. März 1906 in Breslau; † nach 1958) war ein deutscher Diplomat und Kommunalpolitiker (CSU).

## Werdegang
Kramer war 1940 bis 1945 im Auswärtigen Amt beschäftigt. Im Herbst 1946 wurde er durch den Kreistag zum Landrat des oberbayerischen Landkreises Ingolstadt gewählt. Er blieb bis Frühjahr 1952 im Amt. Später arbeitete er an der deutschen Botschaft in Kairo.
1945 veröffentlichte er einen Erzählband mit dem Titel Neun Erzählungen.